# HD 32642
HD 32642，又名BD+19 847，SAO 94306、HR 1642，是一颗恒星，视星等为6.44，位于銀經182.6，銀緯-12.64，其B1900.0坐标为赤經4h 59m 38.3s，赤緯+19° -12.64′ 9″。